# 台湾日通
台湾日通（たいわん-にっつう）は日本通運100%出資子会社。1974年の駐在員事務所開設後、1988年に現地法人設立（華通航空）、2003年の増資後、現在の社名に至る。社員数は160名強。
台湾国内に日系大手フォワーダーとしては最大の拠点を持ち（台北本社、CKS支店、新竹事務所、台中事務所、台南事務所、高雄支店等）、台湾でトップレベルの取扱を誇っている。
サービスは、航空貨物を中心に海上貨物、海外引越し、倉庫サービスなど多岐にわたり、きめ細かなサービスを顧客に提供し、現在の地位を築いている。
近年では台湾新幹線プロジェクトにも参画し、輸送業務、軌道工事業務などを担当し、台湾インフラ整備への貢献も行っている。
また、同地における宅配便事業である「台湾宅配通」（商標名：便利CAN、「ペリカン」の音訳）は、本項目の台湾日通とは全く関係ないが、日通本体から現地企業（東元集団、TECOグループ）へのライセンス供与により展開しており、日本で培った「配達時間指定」や「商店での集荷受付け」などのサービスも実施されており、利便性が高い。